# Saint-Germain-et-Mons
Saint-Germain-et-Mons é uma comuna francesa na região administrativa da Nova Aquitânia, no departamento Dordonha. Estende-se por uma área de 14,14 km². Em 2010 a comuna tinha 865 habitantes (densidade: 61,2 hab./km²).